# لهجة يهودية تونسية
اللهجة اليهودية التونسية هي لهجة عربية ينطق بها يهود تونس الذين يعيشون أو عاشوا في تونس. يبلغ عدد الناطقين بها 352.500 شخصاً، يسكن معظمهم إسرائيل حالياً، في حين تسكن البقية في تونس (1000 نسمة) وفرنسا. معظم الناطقين من الكهول أو الشيوخ، الشباب لهم دراية محدودة باللغة.